# 長毛象 (公司)
長毛象（英語：Mammut Sports Group AG），是瑞士跨國登山和健行用品公司，總部位於瑞士塞翁。公司由Kaspar Tanner在1862年於丁蒂孔成立。
截至2017年，長毛象屬於Conzzeta AG。除此之外Raichle（登山健行鞋），Ajungilak（睡袋）和Toko（滑雪蠟）屬於長毛象。

## 雷克勒
2003 年 4 月，Mammut 从奥地利所有者 Kneissl 手中收购了 Raichle，尽管 Raichle 最初成立于瑞士克罗伊茨林根。 
虽然 Raichle 生产靴子已有大约 100 年的历史，但截至 2009 年 3 月，以前的 Raichle 产品现在以 Mammut 的名称进行销售。

## 外部連結
- 官方网站